# Янкевич Віктор Анатолійович
Янкевич Віктор Анатолійович (*25 листопада 1986, Кременець, Тернопільська область) – український письменник. Член Національної спілки письменників України з 2019 року. Автор книг «Тенета», «Копія», «Відплата», «Вбивство в бібліотеці на Ринку, 9», «Останній лист».

## Життєпис
Народився у місті Кременець Тернопільської області 25 листопада 1986 року. Навчався у загальноосвітній школі-інтернаті. У 2009 році закінчив Відкритий міжнародний університет розвитку людини «Україна» в місті Рівне. Юрист та економіст за освітою, за фахом – бухгалтер. Працював економістом в управлінні агропромислового розвитку Кременецької районної державної адміністрації, головним спеціалістом в Державній фінансовій інспекції в Кременецькому районі, економістом у відділі освіти Кременецької міської ради, бухгалтером в Тернопільському обласному комунальному підприємстві «Профілактична дезінфекція» в Кременецькому районі.
З початком повномасштабного вторгнення доєднався до лав ЗСУ (у складі 44-ої окремої артилерійської бригади імені гетьмана Данила Апостола).

## Літературна діяльність
Мріяв зі шкільних років стати письменником. Спочатку писав вірші, а над прозою почав працювати у 25 років. У 2018 році побачив світ дебютний роман «Тенета». У тому ж році вийшов і другий роман «Копія». У 2019-му вийшли детективні повісті «Відплата» та «Вбивство в бібліотеці на Ринку, 9». У 2020 році – перший любовний роман «Останній лист». Любить працювати здебільшого у детективному жанрі, але також вирішив спробувати свої сили у любовному романі. Усі книги побачили світ у видавництві "Навчальна книга - Богдан".
Письменник Андрій Кокотюха вважає, що "Янкевич – майстер несподіваного, як належить детективові, парадоксального фіналу. Який визначається фразою: «Все не так, як ви думали спочатку».
У жовтні 2020 року взяв участь у проєкті календаря про сучасних українських авторів «Literature illustrated» від літературної агенції "OVO" разом з письменниками Сергієм Жаданом, Павлом Коробчуком, Петром Яценком, Артемом Чехом, Сергієм Демчуком, Сергієм Мартинюком, Павлом Дерев'янком тощо.

## Книжки
- «Тенета» (2018) – соціальний детектив. Письменник Юрій Камаєв називає твір "мережевим детективом"[9].
- «Копія» (2018) – детективний роман.
- «Відплата» (2019) – детективна повість.
- «Вбивство в бібліотеці на Ринку, 9» (2019) – детективна повість.
- «Останній лист» (2020) – любовний роман.
- «Тенета 2.0» (2021) – гостросоціальний детектив (2 частина «Тенет»).
- «Смерть у подарунок» (2022) - роман (2 частина «Вбивства»).

## Нагороди і відзнаки
- Книжки "Відплата" і "Вбивство в бібліотеці на Ринку, 9" Віктора Янкевича потрапили у довгий список книжкової премії "Еспресо. Вибір читачів" у номінації "Література для дорослих"[10]

## Рецензії
1. Андрій Кокотюха. Смерть чатує в мережі (про книжку "Тенета") [Архівовано 30 жовтня 2020 у Wayback Machine.]
2. Юрій Камаєв. Мережевий детектив (про книжку "Тенета") [Архівовано 30 жовтня 2020 у Wayback Machine.]
3. Андрій Кокотюха. Вбивство раз на двадцять років (про книжку "Копія") [Архівовано 30 жовтня 2020 у Wayback Machine.]
4. Андрій Кокотюха. Книжка наводить на слід (про книжку "Відплата") [Архівовано 31 жовтня 2020 у Wayback Machine.]
5. Андрій Кокотюха. У одній бібліотеці з убивцею (про книжку "Вбивство в бібліотеці на Ринку, 9" [Архівовано 28 жовтня 2020 у Wayback Machine.]

## Інтерв'ю
1. Письменник Віктор Янкевич: про творчість, гаджети і Олега Винника [Архівовано 30 жовтня 2020 у Wayback Machine.]
2. Любовний роман написав на спір [Архівовано 28 жовтня 2020 у Wayback Machine.]
3. Кременецький письменник Віктор Янкевич про детективи і пошук нових сюжетів [Архівовано 30 жовтня 2020 у Wayback Machine.]
4. Письменник Віктор Янкевич у студії «Калуш ФМ» розповів про свої романи, роботу бухгалтером та рідний Кременець [Архівовано 31 жовтня 2020 у Wayback Machine.]
5. Віктор Янкевич у програмі "Дім книги" [Архівовано 30 жовтня 2020 у Wayback Machine.]
6. У чому загадка неймовірного кохання в новій книжці Віктора Янкевича із Кременця?